# Diócesis de Eséka
La diócesis de Eséka (en latín: Dioecesis Esekanensis y en francés: Diocèse de Eséka) es una circunscripción eclesiástica de la Iglesia católica en Camerún. Se trata de una diócesis latina, sufragánea de la arquidiócesis de Duala. Desde el 14 de noviembre de 2020 su obispo es François Achille Eyabi.

## Territorio y organización
La diócesis tiene 6500 km² y extiende su jurisdicción sobre los fieles católicos de rito latino residentes en la región del Centro en el departamento de Nyong-et-Kéllé.
La sede de la diócesis se encuentra en la ciudad de Eséka, en donde se halla la Catedral de Nuestra Señora de Fátima.
En 2021 en la diócesis existían 35 parroquias.

## Historia
La diócesis fue erigida el 22 de marzo de 1993 con la bula Pro gravissimo Nostro munere del papa Juan Pablo II, obteniendo el territorio de la arquidiócesis de Duala.

## Estadísticas
Según el Anuario Pontificio 2022 la diócesis tenía a fines de 2021 un total de 137 145 fieles bautizados.
| Año                                                                             | Población            | Población | Población      | Sacerdotes | Sacerdotes    | Sacerdotes    | Bautizados por sacerdote | Diáconos permanentes | Religiosos | Religiosos | Parroquias |
| Año                                                                             | Bautizados católicos | Total     | % de católicos | Total      | Clero secular | Clero regular | Bautizados por sacerdote | Diáconos permanentes | Varones    | Mujeres    | Parroquias |
| ------------------------------------------------------------------------------- | -------------------- | --------- | -------------- | ---------- | ------------- | ------------- | ------------------------ | -------------------- | ---------- | ---------- | ---------- |
| 1999                                                                            | 112 000              | 200 000   | 56.0           | 29         | 29            |               | 3862                     | 4                    |            | 29         | 19         |
| 2000                                                                            | 114 000              | 207 000   | 55.1           | 30         | 30            |               | 3800                     | 4                    |            | 30         | 19         |
| 2001                                                                            | 114 000              | 200 000   | 57.0           | 27         | 26            | 1             | 4222                     | 4                    | 1          | 26         | 19         |
| 2002                                                                            | 114 000              | 200 000   | 57.0           | 41         | 37            | 4             | 2780                     | 4                    | 17         | 27         | 19         |
| 2003                                                                            | 114 000              | 200 000   | 57.0           | 79         | 73            | 6             | 1443                     | 4                    | 8          | 42         | 20         |
| 2004                                                                            | 114 000              | 200 000   | 57.0           | 43         | 40            | 3             | 2651                     | 3                    | 3          | 39         | 21         |
| 2006                                                                            | 118 000              | 208 000   | 56.7           | 47         | 44            | 3             | 2510                     | 3                    | 17         | 47         | 21         |
| 2013                                                                            | 125 000              | 216 000   | 57.9           | 50         | 49            | 1             | 2500                     | 2                    | 1          | 25         | 34         |
| 2016                                                                            | 123 072              | 228 319   | 53.9           | 54         | 54            |               | 2279                     | 2                    |            | 12         | 35         |
| 2019                                                                            | 130 500              | 242 000   | 53.9           | 58         | 58            |               | 2250                     | 2                    |            | 14         | 36         |
| 2021                                                                            | 137 145              | 254 270   | 53.9           | 51         | 51            |               | 2689                     | 1                    |            | 15         | 35         |
| Fuente: Catholic-Hierarchy, que a su vez toma los datos del Anuario Pontificio. |                      |           |                |            |               |               |                          |                      |            |            |            |

## Episcopologio
- Jean-Bosco Ntep (22 de marzo de 1993-15 de octubre de 2004 nombrado obispo de Édéa)
- Dieudonné Bogmis † (15 de octubre de 2004-25 de agosto de 2018 falleció)
  - Sede vacante (2018-2020)
- François Achille Eyabi, desde el 14 de noviembre de 2020